# 格拉馬達冰川

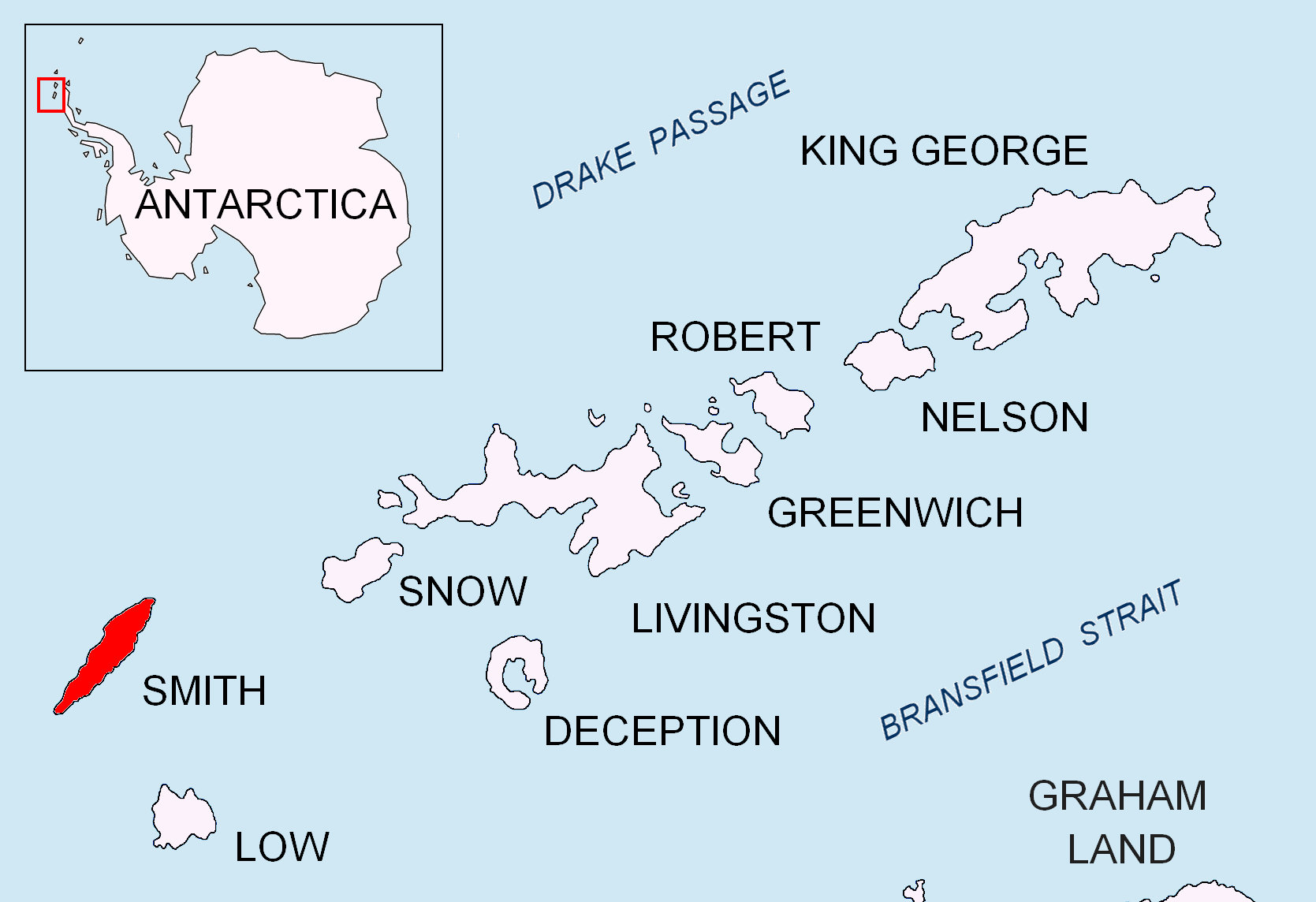

格拉馬達冰川是南極洲的冰川，位於南設得蘭群島的史密斯島，全長3公里，流經伊梅昂山脈東南坡，最終注入奧斯馬爾海峽，該冰川以保加利亞西北部的城鎮命名。
63°02′05″S 62°34′34″W / 63.03472°S 62.57611°W

## 外部連結
- SCAR Composite Antarctic Gazetteer（页面存档备份，存于）